# Marjanka Vseznanka

## Vsebina
Nekega dne je Marjanka stala pred rumeno hišico z rdečimi okni in rdečo streho. Bila je sama in prav tega se je razveselila, saj bo lahko delala, kar ji bo srce poželelo. Vzela je velik list papirja in z vodenimi barvami napisala, da je tukaj doma Marjanka in da šiva obleke, izdeluje klobuke, sončnike in slamnike, vendar od naslednjega dneva naprej. Otroci so to hitro odkrili in jo spraševali, če res zna izdelovati obleke in klobuke. Marjanka jim je zagotovila, da res zna vse to. Novico so otroci naznanili v mestu. Kmalu je bila pred Marjankino hišico cela vrsta otrok. Vsi so jo prosili, da jim naredi klobuke, sončnike in obleke. Marjanka je vsem vzela mero, vendar je rekla, da z delom začne šele jutri. Otroci so stekli domov po blago za obleke, slamo za klobučke in star sončnik s praznimi konicami. Nebo je bilo modro in tudi morje je bilo modro. Z griča se je spustil vetrič, takoj za petami pa mu je bil veter. Veter je vzvalovil morje in valovi so butali ob skale. Takrat je pritekla miška in opozorila Marjanko, da popravi streho svoje hišice. Marjanka je stekla do hišice in zagledala režo med dvema strešnima opekama. Vendar je miški odgovorila, da bo naslednji dan popravila streho. Veter je počasi zlezel v Marjankino hišico in za tem vetrom so želeli še drugi vetrovi. Prerivali so se in prehitevali in naenkrat so privzdignili opeko. Opeke so ena za drugo popadale na tla, vihar pa je zlomil stene hišice. Marjanka je stekla v hišico in hitro zgrabila blago za obleke in slamo za slamnike. Marjanko je veter odnesel nazaj pred stari dom. Pozneje ji nihče ni vrjel, da je imela svojo hišico in da je bila čisto sama, zato jim je pokazala blago, star sončnik in slamo, iz katere bi morala že naslednji dan otrokom na morju narediti slamnike, obleke, klobuke in sončnike.